# Malcolm Cecil
Malcolm Cecil (9. ledna 1937 – 28. března 2021) byl anglický hudebník a hudební producent. Narodil se do umělecké rodiny v Londýně. Svou kariéru zahájil v roce 1957 jako jeden ze zakládajících členů skupiny The Jazz Couriers; skupina se rozpadla roku 1959. V roce 1961 založil spolu s Alexisem Kornerem a Cyrilem Daviesem skupinu Blues Incorporated. Ze skupiny však brzy odešel. Později, když se přestěhoval do Spojených států, založil elektronické duo Tonto's Expanding Head Band, ve které s ním působil Robert Margouleff. Během své kariéry spolupracoval s mnoha dalšími hudebníky, mezi které patří například Dick Morrissey, Gil Scott-Heron, Stevie Wonder nebo Steve Hillage.